# The Nostalgia Factory
The Nostalgia Factory es el segundo trabajo editado por Steven Wilson bajo el nombre de Porcupine Tree, que conforma la segunda casete publicada por el proyecto satírico de Wilson y su amigo Malcom Stocks. Fue distribuida sólo a unos pocos amigos del dúo, y acabó formando lo que sería el primer disco del grupo, On the Sunday of Life..., editado por Delerium Records. El resto de canciones que no fueron incluidas en ese disco fueron a parar al disco recopilatorio Yellow Hedgerow Dreamscape, también publicado por el mismo sello que On the Sunday of Life..., Delerium Records. Al igual que sucedió con Tarquin's Seaweed Farm, algunas de las canciones que forman este disco fueron recortadas o arregladas para su edición en On the Sunday of Life....

## Lista de canciones

### Cara A
1. "Hymn" (1:22)
2. "Footprints" (5:56)
3. "Linton Samuel Dawson" (3:04)
4. "And the Swallows Dance Above the Sun" (4:12)
5. "Queen Quotes Crowley" (4:40)
6. "No Luck With Rabbits" (0:47)
7. "Begonia Seduction Scene" (2:34)
8. "Colours Dance Angels Kiss" (3:00)
9. "Prayer" (1:50)
10. "The Nostalgia Factory" (8:15)

### Cara B
1. "This Long Silence" (6:51)
2. "Sinatra Rape Scene" (0:39)
3. "Hokey Cokey" (5:05)
4. "Landscare" (3:16)
5. "Delightful Suicide" (1:12)
6. "Nine Cats" (3:51)
7. "Split Image" (1:58)
8. "It Will Rain for a Million Years" (10:50)

- Datos: Q7754408